# Cirrospilus elongatus
Cirrospilus elongatus är en stekelart som beskrevs av Boucek 1959. Cirrospilus elongatus ingår i släktet Cirrospilus och familjen finglanssteklar. Arten är reproducerande i Sverige. Inga underarter finns listade i Catalogue of Life.